# Laurine van Riessen
Laurine van Riessen (Leiden, 10 de agosto de 1987) es una deportista neerlandesa que compitió en patinaje de velocidad sobre hielo y en ciclismo de pista.
Participó en tres Juegos Olímpicos, obteniendo la medalla de bronce en Vancouver 2010, en los 1000 m, y el 11.º lugar en Sochi 2014, en los 500 m; y en Río de Janeiro 2016 compitió en ciclismo de pista y ocupó el quinto lugar en velocidad por equipos.
En ciclismo de pista ganó una medalla de plata en el Campeonato Mundial de Ciclismo en Pista de 2018 y dos medallas de bronce en el Campeonato Europeo de Ciclismo en Pista, en los años 2015 y 2022.

## Medallero internacional
| Juegos Olímpicos | Juegos Olímpicos   | Juegos Olímpicos  | Juegos Olímpicos |
| Año              | Lugar              | Medalla           | Competición      |
| ---------------- | ------------------ | ----------------- | ---------------- |
| 2010             | Vancouver (Canadá) | Medalla de bronce | 1000 m           |

| Campeonato Mundial | Campeonato Mundial       | Campeonato Mundial | Campeonato Mundial    |
| Año                | Lugar                    | Medalla            | Competición           |
| ------------------ | ------------------------ | ------------------ | --------------------- |
| 2018               | Apeldoorn (Países Bajos) | Medalla de plata   | Velocidad por equipos |
| Campeonato Europeo |                          |                    |                       |
| Año                | Lugar                    | Medalla            | Competición           |
| 2015               | Grenchen (Suiza)         | Medalla de bronce  | Velocidad por equipos |
| 2022               | Múnich (Alemania)        | Medalla de bronce  | Velocidad individual  |